# Surses
Surses ([zʊɾˈses]ⓘ) ist eine politische Gemeinde im Schweizer Kanton Graubünden. Sie gehört zum Region Albula.
Die Gemeinde entstand am 1. Januar 2016 durch die Fusion der damaligen Gemeinden Bivio, Cunter, Marmorera, Mulegns, Riom-Parsonz, Salouf, Savognin, Sur und Tinizong-Rona. Nach Scuol und Zernez ist sie flächenmässig die drittgrösste Gemeinde in Graubünden und die viertgrösste der Schweiz. 
Das Gemeindegebiet umfasst das ganze Tal Oberhalbstein (rätoromanisch Surses).

## Name
Der Name setzt sich aus den zwei romanischen Wörtern sur für „über“ und Ses aus dem lateinischen saxum für „Stein“, „Fels“  zusammen. Mit Ses ist der Crap Ses (764310 / 167214) zwischen Tiefencastel und Cunter gemeint. 

## Geographie

Luftbild von Walter Mittelholzer (1928)

Die untere Talstufe bis Tinizong heisst Sotgôt (rätoromanisch im Idiom Surmiran sot für „unter“ und gôt für „Wald“), jene darüber Surgôt (sur für „über“).
Der tiefste Punkt befindet sich bei Tgant Ladrung zwischen Cunter und Tiefencastel und ist 995 m hoch. Der höchste Punkt ist der Piz Calderas (3397 m).
Die Gemeinde wird von der Julia durchflossen. Talauswärts gesehen liegen rechts die Albula-Alpen und links die Oberhalbsteiner Alpen. 
Die Gemeindegrenze verläuft wie folgt: 
- Zur Gemeinde Albula/Alvra vom Curvér Pintg da Taspegn via Del, Tgant Ladrung, Motta Palousa zum Piz Mitgel
- Zur Gemeinde Bergün Filisur vom Piz Mitgel via Tinzenhorn, Pass digls Orgels, Pass d’Ela, Piz Ela, Piz Val Lunga, Piz Salteras, Piz da l’Antgierna da Salteras, Piz da Peder Bucs, Piz Bleis Marscha zum Piz Laviner
- Zur Gemeinde Bever vom Piz Laviner via Piz Jenatsch, Corn Jenatsch, Piz Calderas, Tschima da Flix, Piz d’Agnel zum Piz Surgonda
- Zur Gemeinde Silvaplana von südöstlich vom Piz Surgonda via Piz Valetta, Julierpass, Piz da las Coluonnas bis fast zum Piz Lagrev
- Zur Gemeinde Sils im Engadin/Segl vom Piz Lagrev via Piz d’Emmat Dadaint, Piz Materdell, Motta Radonda bis zum Piz Grevasalvas
- Zur Gemeinde Bregaglia vom Piz Grevasalvas via Pass Lunghin, Motta da Sett bis zum Piz Turba
- Zur Gemeinde Avers vom Piz Turba via Piz Forcellina, Fuorcla da la Valletta, Stallerberg bis fast zum Piz Surparé, dann Fallerfurgga, Mazzaspitz, Jupperhorn, Tälihorn, Tälifurgga zum Usser Wissberg
- Zur Gemeinde Ferrera vom Usser Wissberg via Fuorcla Starlera, Fuorcla da Saletscha, Piz Alv, Piz Settember, Pass da Schmorras, Sur Carungas, Pass da Surcarungas
- Zur Gemeinde Andeer vom Pass Colmet bis zum Piz Curvér
- Zur Gemeinde Zillis-Reischen vom Piz Curvér bis zum Curvér Pintg da Taspegn

## Geschichte

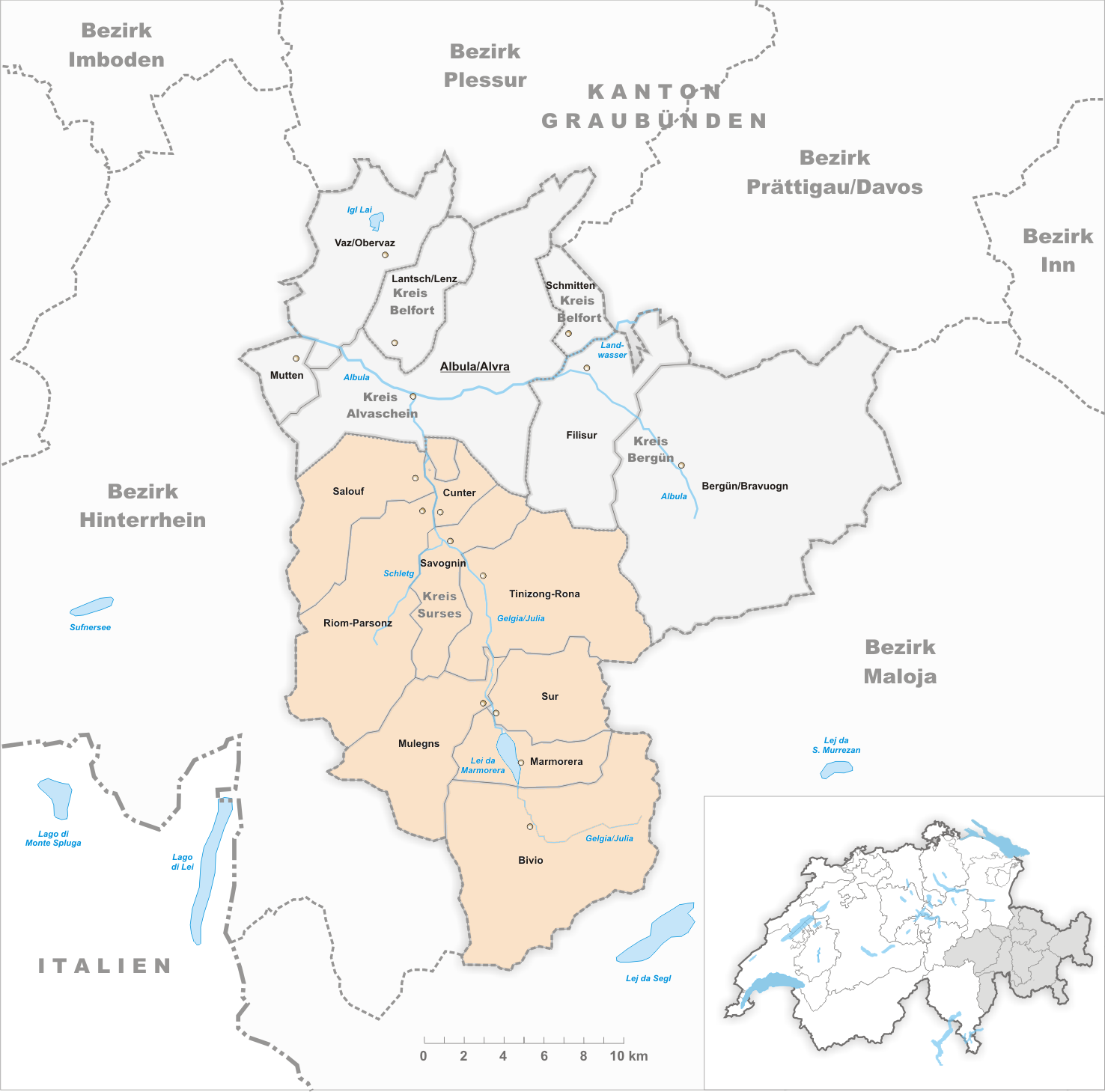
Gemeindestand vor der Fusion zur neuen Gemeinde Surses am 1. Januar 2016

Eine vom Kanton Graubünden favorisierte Fusion aller Gemeinden des Tales scheiterte Anfang März 2006 vorwiegend an den kleineren Gemeinden. In getrennten und gleichzeitig stattfindenden Gemeindeversammlungen sagten zwar fast 60 % der Stimmenden Ja zum Projekt. Weil sich aber die Gemeinden Cunter, Marmorera, Salouf, Sur und Tinizong-Rona gegen den Zusammenschluss aussprachen und das benötigte Quorum von 85 % der Stimmen nicht zustande kam, scheiterte das Projekt. Die Bündner Regierung hatte die erstmalige Fusion eines ganzen Kreises mit einem «Fusionsgeschenk» von 9,25 Millionen Franken aus der Kantonskasse stark propagiert. Die Gemeinde Surses wäre damals zur flächenmässig grössten Gemeinde der Schweiz geworden.
Im Jahre 2015 wurde ein zweiter Anlauf für die Fusionsgemeinde unternommen. Diesmal stimmten die Bürger der betroffenen Gemeinden deutlich für den Zusammenschluss zur Gemeinde Surses. Die neue Gemeinde entstand am 1. Januar 2016.

## Wappen
| Wappen von Surses | Blasonierung: «In Silber eine erniedrigte steigende schwarze Spitze, überhöht von schwarzer Lilie» |
| Wappen von Surses | |

## Bevölkerung

Blick von der Bushaltestelle Tinizong, Vardaval ins untere Teil von Surses

| Bevölkerungsentwicklung | Bevölkerungsentwicklung | Bevölkerungsentwicklung | Bevölkerungsentwicklung | Bevölkerungsentwicklung | Bevölkerungsentwicklung | Bevölkerungsentwicklung | Bevölkerungsentwicklung | Bevölkerungsentwicklung | Bevölkerungsentwicklung | Bevölkerungsentwicklung | Bevölkerungsentwicklung | Bevölkerungsentwicklung | Bevölkerungsentwicklung | Bevölkerungsentwicklung |
| ----------------------- | ----------------------- | ----------------------- | ----------------------- | ----------------------- | ----------------------- | ----------------------- | ----------------------- | ----------------------- | ----------------------- | ----------------------- | ----------------------- | ----------------------- | ----------------------- | ----------------------- |
| Jahr                    | 2010                    | 2011                    | 2012                    | 2013                    | 2014                    | 2015                    | 2016                    | 2017                    | 2018                    | 2019                    | 2020                    | 2021                    | 2022                    | 2023                    |
| Einwohner               | 2436                    | 2410                    | 2444                    | 2426                    | 2425                    | 2369                    | 2356                    | 2343                    | 2356                    | 2327                    | 2377                    | 2391                    | 2377                    | 2424                    |

## Politik
Der Gemeindevorstand wird wie folgt zusammengesetzt:
- Daniel Wasescha: Gemeindepräsident / Präsidialdepartement
- Adrian Ballat: Vizepräsident / Leitung Departement V (Bildung u.  v.  m.)
- Gregor Vellacher: Leitung Departement II (Tourismus u. v. m.)
- Romeo Poltera: Leitung Departement III (Bauwesen u. v. m.)
- Irene Kolb: Leitung Departement IV (Werke u.  v.  m.)

Die Geschäftsleitung wird wie folgt zusammengesetzt:
- Daniel Wasescha: Gemeindepräsident
- Beat Jenal: Gemeindeschreiber und operativer Leiter

- Daniel Fitzi, Savognin: Leiter Finanzen
- Urs Amstutz: Leiter Bau/Energie/Werke
- Martegn Netzer: Leiter Technische Dienste

Die Gemeindeverwaltung befindet sich in Tinizong.

## Kultur und Sehenswürdigkeiten
- Kultur in Riom siehe Origen Festival Cultural
- Kultur in Mulegns, siehe Origen Festival Cultural
- Alp Flix
- Lai Barnagn